# ريس غراي
ريس غراي (بالإنجليزية: Reece Gray)‏ هو لاعب كرة قدم بريطاني في مركز الهجوم، ولد في 1 سبتمبر 1992 في أولدم في المملكة المتحدة. لعب مع نادي روتشديل ونادي هايد إف سي.

## وصلات خارجية
- ريس غراي على موقع قاعدة بيانات كرة القدم.إي يو (الإنجليزية)
- ريس غراي على موقع Soccerbase.com (لاعب) (الإنجليزية)